# Kobiety na skraju załamania nerwowego
Kobiety na skraju załamania nerwowego (hiszp. Mujeres al borde de un ataque de nervios) – hiszpański komediodramat z 1988 roku w reżyserii Pedra Almodóvara, luźno inspirowany sztuką Jeana Cocteau pt. Głos ludzki. W głównych rolach wystąpili Carmen Maura i Antonio Banderas. Zdjęcia kręcono w Madrycie.
Film, który przyniósł Almodóvarowi międzynarodową sławę, w 1989 roku był nominowany do Oscara dla najlepszego filmu zagranicznego oraz zdobył pięć nagród Goya, w tym za najlepszy film i dla najlepszej aktorki pierwszoplanowej.

## Obsada
- Carmen Maura (Pepa Marcos)
- Antonio Banderas (Carlos)
- Julieta Serrano (Lucía)
- Rossy de Palma (Marisa)
- María Barranco (Candela)
- Kiti Manver (Paulina Morales)
- Guillermo Montesinos (taksówkarz)
- Chus Lampreave
- Eduardo Calvo (ojciec Lucíi)
- Loles León (sekretarka)
- Fernando Guillén (Iván)
- Ángel de Andrés López
- Joaquín Climent
- Ana Leza (Ana)
- Agustín Almodóvar (Pracownik biura nieruchomości)
- Imanol Uribe (Mąż)
- José Marco (Padrino)
- Paco Virseda (Mensajero)
- Gregorio Ros (Lekarz)
- Federico Gambero
- Paquita Fernández
- Susana Miraño
- Carmen Espada (farmaceutka)
- Eva González (dziewczyna, która tańczy)
- Tomás Corrales (Śmieciarz)
- Ángel de Andrés López (policjant I)
- Juan Lombardero (Germán)
- José Antonio Navarro (policjant II)
- Ambite (Ambite)
- Mary González (matka Lucíi)
- Lupe Barrado (sekretarka Paulina)
- Joaquín Climent (Policía I Spot)
- Chema Gil (Policía II Spot)
- Gabriel Latorre (Cura)
- Francisca Caballero (Prezenterka TV)
- Carlos García Cambero

## Nagrody
- 1988 – Złota Osella – najlepszy scenariusz Pedro Almodóvar
- 1988 – Felix – Najlepsza europejska aktorka roku Carmen Maura
- 1998 – Felix – Najlepszy młody europejski film roku Pedro Almodóvar
- 1998 – Nagroda Publiczności Międzynarodowego Festiwalu Filmowego w Toronto w kategorii Najlepszy film

### Nominacje
- 1989 – Oscar – Najlepszy film nieangielskojęzyczny
- 1989 – Złoty Glob – Najlepszy film nieangielskojęzyczny
- 1990 – BAFTA – Najlepszy film nieangielskojęzyczny
- 1988 – Felix – Najlepszy europejski scenograf roku Félix Murcia